# إيمي دومبروسكي
إيمي أليسون دومبروسكي (9 سبتمبر 1987-3 أكتوبر 2013) كانت راكبة دراجات أمريكية محترفة، شاركت في سيكلو كروس وسباق الدراجات الجبلية. بطلة وطنية أمريكي في الطريق (2009 تحت 23 سنة)، سيكلوكروس (2010، 2012، 2013)، والدراجة الجبلية (2009)، كما تنافست دومبروسكي دوليًا، وتمثل الولايات المتحدة في بطولة العالم للسيكلو كروس و وبطولة العالمية لركوب الدراجات الجبلية عبر الريف (2009 تحت 23 سنة).
انتقلت من التزلج على المنحدرات الثلجية على جبال الألب إلى سباق الدراجات في عام 2006، بدأت مسيرة دومبروسكي الدولية في سباق الدراجات الهوائية في عام 2007، بمبادرة شعبية لجمع التبرعات قام بها فريقها، فيلو بيلا. باع الفريق المعدات والجوارب ذات الإصدار الخاص لجمع الأموال لإرسال دومبروسكي للمنافسة في بطولة العالم سيكلو كروس لعام 2008 في تريفيزو، إيطاليا.
في الأصل من فيرمونت، انتقلت دومبروسكي إلى بولدر، كولورادو، حيث تسلقت صفوف سيكلوكروس للسيدات في الولايات المتحدة قبل أن تنتقل إلى بلجيكا في موسم 2011-2012، للتدريب والمنافسة في حلبة سيكلوكروس لكأس العالم . حققت دومبروسكي نجاحًا على الحلبة، حيث احتلت المركز الثاني في لوفين خلف سان كانت، وحققت المراكز العشرة الأولى في أحداث سيكلو كروس في أوتيجيم، هيرلين، هوغستراتن، ديجيم، أوفيريجسي، أنتويرب، جافير، زوغي، زونهوفن، رودرفورد، كالمثوت، ونيربيلت. ينبع لقب دومبروسكي كروس ديفا من الخلاف بشأن الاستخدام الإلزامي للمعدات المدعومة، بالإضافة إلى مكانة دومبروسكي الصغيرة وجهوده لتعزيز المساواة بين الجنسين في أجور راكبي الدراجات.

## مؤسسة ايمي د.
بعد وفاتها، أنشأ شقيق دومبروسكي دان دومبروسكي وزوجة أختها نيكول نوفمبري مؤسسة إيمي دي، وهي منظمة غير ربحية مهمتها تمكين الشابات من خلال ركوب الدراجات. صمم شعار المؤسسة، وهو عبارة عن قلب به صاعقة، لمحاكاة وشم المعصم بتكليف من إيمي دومبروسكي بعد وفاة والدتها.
منذ البداية، قامت المؤسسة بإدارة معسكرات للدراجات الجبلية للفتيات من سن 7 إلى 14 عامًا (بالتعاون مع منظمة ليتل بيلاس التي يوجد مقرها في بولدر)، وأنشأت فريق سباق نسائي، ودعت إلى المساواة بين الجنسين في الدفعات في أحداث ركوب الدراجات.

## بطولات
في عام 2013 ، نظم مروجو السباق في أحداث كولورادو كروس كلاسيك وكأس بولدر جولة واحدة على شرف دومبروسكي. حضر أكثر من 100 مشارك جمع أكثر من 10000 دولار أمريكي لصالح مؤسسة إيمي د. أيضًا في عام 2013، أعادت جمعية سباقات الدراجات في كولورادو تسمية برنامج ركوب الدراجات لمرحلة ما قبل الناشئين إلى برنامج ايمي دومبروسكي ما قبل تكريمًا لدومبروسكي.
ملابس الشارب المقود، وهي شركة ملابس ركوب الدراجات تقع في بولدر، كولورادو، لديها خط ايمي د.؛ الذي يتميز بشعار مؤسسة ايمي د. يتم التبرع بجميع العائدات لمؤسسة ايمي د.

## النتائج الرئيسية
2006
- السباق الأول تحت 23 سنة، بطولة سيكلو كروس الوطنية[13]

2007
- السباق الأول تحت 23 سنة، بطولة سيكلو كروس الوطنية[14]

2008
- بطولة سيكلو كروس الوطنية الخامسة[15][16]

2009
1. المركز الأول لاختراق الضاحية تحت 23 عامًا، البطولة الوطنية للدراجات الجبلية[17]
2. البطولة الوطنية للطرق
3. سباق الطريق الأول تحت 23 سنة[18]
4. سباق الطريق الرابع[19]
5. العناية الإلهية الثالثة
6. الحافة الثالثة لنيو إنجلاند سيكلو كروس ( C2) [20][21]
7. كأس الكوكب السابع للدراجات، جائزة الولايات المتحدة الكبرى لسيكلوكروس ( C2)[22]

2012
- الدورة الثانية لسودال كلاسيك لوفين، بلجيكا[23]

## الموت والإرث
توفيت دومبروسكي في 3 أكتوبر 2013، عن عمر يناهز 26 عامًا، بعد أن صدمتها شاحنة أثناء رحلة تدريبية على الدراجات النارية في بلجيكا.